# 王佳怡
王佳怡（2002年—），中国大陆女演员，出生于山东青岛，毕业于青岛艺术学校2017级音乐班，现就读中央戏剧学院表演系2020级本科。2022年，出演张艺谋电影《满江红》。